# Equipo femenino de gimnasia artística de Checoslovaquia
El equipo femenino de gimnasia artística de Checoslovaquia representó a Checoslovaquia en las competiciones internacionales de la FIG.

## Historia
Checoslovaquia hizo su debut olímpico en 1936. En 1984 se unieron a la Unión Soviética para boicotear los Juegos Olímpicos. En 1992 Checoslovaquia se dividió en dos naciones separadas: la República Checa y Eslovaquia.

## Participaciones

### Juegos Olímpicos
- 1936 - 
Jaroslava Bajerová, Vlasta Děkanová, Božena Dobešová, Vlasta Foltová, Anna Hřebřinová, Matylda Pálfyová, Zdeňka Veřmiřovská, Marie Větrovská
- 1948 - 
Zdeňka Honsová, Marie Kovářová, Miloslava Misáková, Milena Müllerová, Věra Růžičková, Olga Šilhánová, Olga Šilhánová, Zdeňka Veřmiřovská
- 1952 - 
Hana Bobková, Alena Chadimová, Jana Rabasová, Alena Reichová, Matylda Šínová, Božena Srncová, Věra Vančurová, Eva Bosáková
- 1956 - 5°
Eva Bosáková, Miroslava Brdíčková, Věra Drazdíková, Anna Marejková, Matylda Matoušková-Šínová, Alena Reichová
- 1960 - 
Eva Bosáková, Věra Čáslavská, Matylda Matoušková, Hana Růžičková, Ludmila Švédová, Adolfína Tkačíková
- 1964 -

- Věra Čáslavská, Marianna Krajčírová, Jana Posnerová, Hana Růžičková, Jaroslava Sedláčková, Adolfína Tkačíková

- 1968 - 
Věra Čáslavská, Marianna Krajčírová, Jana Kubičková, Hana Lišková, Bohumila Řimnáčová, Miroslava Skleničková
- 1972 - 5°
Marianna Némethová-Krajčírová, Zdena Dorňáková, Sonia Brázdová, Zdena Bujnácková, Hana Lišková, Marcela Váchová
- 1976 - 5°
Anna Pohludková, Ingrid Holkovičová, Jana Knopová, Drahomíra Smolíková, Eva Pořádková, Alena Černáková
- 1980 - 4°
Eva Marečková, Radka Zemanová, Jana Labáková, Katarína Šarišská, Dana Brýdlová, Anita Sauerová
- 1984 - No participó debido al boicot[2]
- 1988 - 7°
Iveta Poloková, Hana Říčná, Alena Dřevjaná, Ivona Krmelová, Martina Velíšková, Jana Vejrková

### Campeonatos del mundo
- 1934 - 
Vlasta Děkanová, Zdeňka Veřmiřovská, Vlasta Foltová
- 1938 - 
Vlasta Děkanová, Božena Dobešová, Hendrychova, Anna Nezerpová, Matylda Pálfyová, Marie Skálová, Zdeňka Veřmiřovská
- 1954 - 
Eva Bosáková, Miroslava Brdičková, Alena Chadimová, Vera Drazdíková, Zdena Lizkova, Anna Marejková, Alena Reichová, Věra Vančurová
- 1958 - 
Eva Bosáková, Věra Čáslavská, Anna Marejková, Matylda Matoušková, Ludmila Švédová, Adolfína Tkačíková
- 1962 - 
Eva Bosáková, Věra Čáslavská, Libuse Cmiralova, Hana Růžičková, Ludmila Švédová, Adolfína Tkačíková
- 1966 - 
Věra Čáslavská, Jaroslava Sedláčková, Marianna Krajčírová, Jana Kubičková, Bohumila Řimnáčová, Jindra Košťálová
- 1970 - 
Soňa Brázdová, Luba Krasna, Hana Lišková, Marianna Némethová-Krajčírová, Bohumila Řimnáčová, Marcella Váchová
- 1974 - 5°
Zdena Dorňáková, Jana Knopová, Drahomíra Smolíková, Václava Soukupová, Zdena Bujňačková, Božena Perdykulová
- 1979 - 5°
Vera Cerna, Eva Mareckova, Radka Zemanova, Katarina Sarisska, Anita Sauerova, Lenka Chatarova
- 1981 - 5°
Jana Labáková, Eva Marečková, Martina Polcrová, Jana Gajdošová, Jana Rulfová, Katarína Šarišská

## Estadísticas

### Más condecoradas
Esta lista incluye a todas las gimnastas artísticas checoslovacas que han ganado al menos cuatro medallas en los Juegos Olímpicos y el Campeonato Mundial de Gimnasia Artística combinados. No se incluyen las medallas ganadas en los Juegos de la Amistad de 1984 (Olimpiadas alternativas).
| Pos. | Gimnasta           | Equipo                                                              | AA                        | SC   | BA             | VE                      | SL          | Total en Olímpicos | Total en el Mundo | Total |
| ---- | ------------------ | ------------------------------------------------------------------- | ------------------------- | ---- | -------------- | ----------------------- | ----------- | ------------------ | ----------------- | ----- |
| 1    | Věra Čáslavská     | 1958 · 1960 · 1962 · 1964 · 1966 · 1968 · 1964 · 1968 · 1966 · 1962 | 1962 · 1964 · 1966 · 1968 | 1968 | 1964 1966 1968 | 1962 · 1966 · 1968      | 11          | 10                 | 21                |       |
| 2    | Eva Bosáková       | 1952 · 1954 · 1958 · 1960 · 1962                                    | 1954 · 1958               |      | 1958 · 1962    | 1954 · 1956 · 1960 1962 | 1954 · 1958 | 4                  | 11                | 15    |
| 3    | Vlasta Děkanová    | 1934 · 1936 · 1938                                                  | 1934 · 1938               | 1938 | 1938           | 1938                    |             | 1                  | 7                 | 8     |
| 4    | Matylda Pálfyová   | 1936 · 1938 · \| 1938                                               |                           | 1938 |                | 1938                    | 1           | 4                  | 5                 |       |
| 5    | Zdeňka Veřmiřovská | 1936 · 1938 · 1948 · \| 1938                                        |                           |      |                |                         | 2           | 2                  | 4                 |       |